# Charlie et la Chocolaterie (film, 2005)
Cet article concerne le film de Tim Burton. Pour le film de Mel Stuart, voir Charlie et la Chocolaterie. Pour les articles homonymes, voir Charlie et la Chocolaterie (homonymie).
Pour plus de détails, voir Fiche technique et Distribution.
Charlie et la Chocolaterie (Charlie and the Chocolate Factory) est un film américano-britannique réalisé par Tim Burton et sorti en 2005. C'est une nouvelle adaptation du roman du même nom de Roald Dahl, publié en 1964.

## Synopsis
Charlie Bucket est un petit garçon vivant avec ses parents et ses quatre grands-parents dans une frêle maison en bois, non loin d'une immense chocolaterie dirigée par Willy Wonka, auquel la famille voue une profonde admiration. Il y a fort longtemps, Wonka a pris la décision de fermer à jamais la chocolaterie à tout visiteur à la suite de nombreuses actions d'espionnage aux fins de lui voler ses recettes, ce qui l'a également amené à licencier tous ses employés, dont Joe, le grand-père de Charlie. Un jour d'hiver, Willy Wonka annonce qu'il organise un grand concours : il a placé dans cinq tablettes de chocolat, distribuées à travers le monde, cinq tickets d'or. Ceux qui les trouveront gagneront alors une visite guidée de la chocolaterie ainsi qu'un approvisionnement de chocolat à vie, et un des cinq gagnants se verra offrir un cadeau spécial à la fin de la visite.
Les ventes de Wonka montent en flèche et les quatre premiers tickets sont rapidement trouvés. Les gagnants sont alors Augustus Gloop, un garçon allemand très glouton ; Veruca Salt, la fille du patron d'une lucrative entreprise britannique, capricieuse et pourrie-gâtée par ses riches parents ; Violette Beauregard, une jeune mâcheuse de chewing-gum américaine sportive et arrogante, élevée dans le culte de la performance par sa mère ; et Mike Teavee, un garçon américain surdoué, passionné de jeux vidéo et de télévision et au mauvais caractère. Charlie essaye à deux reprises de trouver un ticket, mais les deux tablettes qu'il parvient à s'acheter n'en contiennent pas. Après avoir entendu une rumeur selon laquelle le dernier ticket aurait été trouvé en Russie, Charlie trouve un billet de 10 dollars dans la rue, et en profite pour s'acheter une tablette de chocolat Wonka. Au même moment, une femme dans la boutique lisant le journal annonce que le ticket russe était un faux, et Charlie découvre le véritable cinquième et dernier ticket dans sa tablette. On lui propose alors d'importantes sommes d'argent contre ce ticket, mais il décide de le garder et invite son grand-père Joe à l'accompagner lors de la visite.
Les cinq enfants et leurs familles sont accueillis dans la cour de la chocolaterie par Wonka, qui les emmène dans des différentes usines, plus loufoques les unes des autres, et leur présente ses nouveaux employés, les Oompa-Loompas, des êtres miniatures qui font tourner la chocolaterie depuis que Wonka les a rencontrés à Loompaland durant l'un de ses voyages et qui leur avait proposé de les faire emménager dans son usine contre un approvisionnement à vie de chocolat. Durant la visite, les différents défauts de caractère des quatre enfants indisciplinés les amènent tour à tour à leur perte :
- Augustus Gloop tombe dans une rivière de chocolat où il boit, et se fait aspirer par un tuyau ;
- Violette Beauregard mâche un chewing-gum équivalent à un repas complet, refusant d'écouter Wonka qui l'avertit que le produit n'est pas encore au point, et se transforme en une énorme myrtille ;
- Veruca Salt, à qui Wonka refuse de vendre un écureuil trieur de noix, franchit les barrières de sécurité pour aller s'en chercher un elle-même, et se fait par conséquent trier par les écureuils comme une « mauvaise graine » et jeter aux détritus, avant que son père n'aille la chercher et se fasse également jeter aux détritus par un écureuil ;
- Et enfin, Mike Teavee se fait miniaturiser par une caméra de télévision conçue pour diffuser des échantillons de barres de chocolat par voie télévisuelle, en déclarant que ce "téléporteur" pourrait révolutionner le monde.

Les Oompa-Loompas chantent pour chacun des enfants punis une chanson moralisatrice à chacune de leur élimination.
Pendant la visite, des flashbacks révèlent le passé de Wonka : son père, un éminent dentiste, interdisait formellement à son fils de manger des sucreries et du chocolat en raison des effets néfastes que cela pouvait avoir sur ses dents. Après en avoir goûté un en cachette, Willy devint fou des sucreries et s'enfuit pour suivre ses rêves. Mais quand il revint un jour chez lui, son père et sa maison avaient disparu.
Après la visite, les quatre enfants punis ressortent de la chocolaterie avec pour chacun une particularité physique dérangeante : Augustus est recouvert de chocolat ; Violette, bien que très souple, est complètement bleue après s’être fait percer dans « la salle aux pressoirs »; Veruca et son père sont recouverts de détritus en échappant à l’incinérateur; et Mike est quant à lui géant et extrêmement maigre après s’être fait étirer par « l’étireuse  de guimauves » pour tenter de le sortir de sa taille miniaturisée. Wonka, Charlie et Joe les observent quitter la chocolaterie depuis un ascenseur en verre volant qui les ramène ensuite chez les Bucket. Là, Wonka révèle aux Bucket le prix spécial remporté par Charlie : la chocolaterie elle-même. Le chocolatier explique s'être rendu compte qu'il lui fallait trouver un successeur après avoir retrouvé un cheveu blanc sur son épaule en se faisant couper les cheveux quelques mois plus tôt. Il eut alors l'idée du jeu pour trouver cinq enfants à inviter dans la chocolaterie avec l'intention de céder éventuellement son usine à celui qui s'avérerait être le « moins pourri ». Mais en apprenant qu'il devrait abandonner à jamais sa famille pour vivre et à travailler dans l'usine, Charlie finit par refuser l'offre de Wonka.
Un an plus tard, Charlie et sa famille vivent paisiblement. De son côté, Willy Wonka est trop déprimé pour faire des sucreries comme auparavant. Ses produits se vendent donc moins bien et sa compagnie fait doucement faillite. Il rend donc visite à Charlie pour qu'il puisse lui donner des conseils. Le jeune garçon tente de lui expliquer ce qu'est selon lui le sens de la famille, mais Wonka semble réticent à cette idée. Il fait néanmoins allusion à son père en indiquant les raisons lui ayant fait prendre ses distances avec ce dernier. Il affirme également ne pas vouloir aller seul voir son père dans l'optique de tourner la page et renouer les liens. Charlie propose alors d'accompagner Wonka chez son père afin que ce dernier se réconcilie avec lui, ce qu'il accepte ; Wonka réalise plus tard la valeur de la famille, tandis que son père apprend à aimer son fils pour qui il est, et non pas pour ses actions. À la suite de cet événement, Willy Wonka propose une nouvelle offre à Charlie, et permet à la famille de ce dernier d'installer leur maison dans la chocolaterie afin qu’ils puissent tous y vivre sans jamais manquer de rien.

## Fiche technique
- Titre original : Charlie and the Chocolate Factory
- Titre français : Charlie et la Chocolaterie
- Réalisation : Tim Burton
- Scénario : John August, d'après le roman de Roald Dahl[3]
- Musique : Danny Elfman
- Direction artistique : Leslie Tomkins[n 1]
- Décors : Alex McDowell
- Costumes : Gabriella Pescucci
- Photographie : Philippe Rousselot
- Montage : Chris Lebenzon
- Producteurs : Brad Grey, Richard D. Zanuck, Katterli Frauenfelder[n 2], Derek Frey[n 3]
- Producteurs exécutif : Bruce Berman (en), Graham Burke, Liccy Dahl[n 4], Patrick McCormick et Michael Siegel
- Sociétés de production : Warner Bros., Village Roadshow Pictures et Plan B Entertainment
- Sociétés de distribution : Warner Bros. Pictures, Warner Bros.
- Directeur de production : Jessie Thiele[n 5]
- Budget : ~ 150 000 000 $ US[4]
- Pays de production :  États-Unis,  Royaume-Uni,  Australie
- Langue originale : anglais
- Format : Couleurs - 1,85:1 - DTS/Dolby Digital/SDDS - 35 mm
- Genre : comédie, fantastique, aventures
- Durée : 115 minutes
- Dates de sortie : 
  - États-Unis : 10 juillet 2005 (avant-première à Hollywood) ; 15 juillet 2005 (sortie nationale)
  - Belgique, France, Suisse : 13 juillet 2005
  - Canada : 15 juillet 2005
- Recette[4] : 
  - Monde : ~ 474 968 763 $ US (au 7 août 2005)
  - États-Unis : ~ 206 456 431 $ US (au 4 décembre 2005)
  - France : ~ 14 312 378 € (au 16 août 2005)
  - Royaume-Uni : ~ 37 220 731 £ (au 9 octobre 2005)

## Distribution
- Johnny Depp (VF : Damien Boisseau et VQ : Gilbert Lachance) : Willy Wonka, excentrique expert en chocolat
- Freddie Highmore (VF : Elias Greck et VQ : François-Nicolas Dolan) : Charlie Bucket, jeune garçon pauvre mais chanceux
- David Kelly (VF : Jacques Herlin et VQ : Aubert Pallascio) : Grand-Papa Joe, grand-père maternel de Charlie et ancien employé de l’usine Wonka
- Jordan Fry (VF : Théo Gebel) : Mike Teavee, petit génie prétentieux et originaire de Denver, Colorado
- Julia Winter (VF : Jessica Monceau et VQ : Laetitia Isambert-Denis) : Veruca Salt, jeune fille trop gâtée et originaire de Buckinghamshire, Angleterre
- AnnaSophia Robb (VF : Émilie Rault et VQ : Romy Kraushaar-Hébert) : Violet Beauregard, jeune fille ambitieuse et originaire d'Atlanta, Géorgie
- Philip Wiegratz (VF : Alexandre Bouché et VQ : Nicolas Bacon) : Augustus Gloop, jeune garçon gros et gourmand, originaire de Düsseldorf, Allemagne
- Helena Bonham Carter (VF : Laurence Bréheret et VQ : Michèle Lituac) : Hellen Bucket, mère de Charlie et femme au foyer
- Noah Taylor (VF : Stéphane Marais et VQ : Benoit Éthier) : Nathan Bucket, père de Charlie, ouvrier dans une fabrique de dentifrice
- Missi Pyle (VF : Élodie Ben et VQ : Nathalie Coupal) : Scarlett Beauregard, mère de Violet et ancienne majorette
- James Fox (VF : Olivier Rodier et VQ : Marc-André Bélanger) : Henry Salt, père de Veruca et PDG d'une société de cacahuètes
- Deep Roy : Oompa Loompas, ouvriers de la chocolaterie, originaires de Loompaland
- Danny Elfman (VF : Daniel Beretta, Olivier Constantin, Richard Ross, Patrice Schreider) : Oompa Loompas (chant)
- Christopher Lee (VF : Pierre Hatet et VQ : Claude Préfontaine) : Dr Wilbur Wonka, père de Willy et dentiste
- Blair Dunlop (VF : Alexandre Palmeira et VQ : Inconnu) : Willy Wonka enfant
- Adam Godley (VF : Éric Missoffe et VQ : Jacques Lavallée) : Norman Teavee, père de Mike et professeur de géographie dans un collège
- Franziska Troegner (VF : Andréa Schieffer et VQ : Mireille Thibault) : Gretta Gloop, mère d'Augustus et épouse d'un charcutier
- Liz Smith (VF : Maria Tamar) : Grand-mère Georgina, grand-mère paternelle de Charlie
- Eileen Essell (VF : Janine Souchon) : Grand-mère Josephine, grand-mère maternelle de Charlie
- David Morris (en) (VF : Jean Lescot) : Grand-père George, grand-père paternel de Charlie
- Oscar James (VF : Frantz Confiac) : Le vendeur
- Garrick Hagon : Le journaliste de Denver
- Geoffrey Holder (VF : Robert Liensol) : narrateur

Sources et légende : Version française (VF) sur Voxofilm et selon le carton de doublage français.

## Production

### Genèse du film
L'idée d'adapter au cinéma le roman de Roald Dahl a germé dans l'esprit de Tim Burton dès la fin des années 1980. Cependant Roald Dahl, déçu par l'adaptation de Mel Stuart en 1971, s'y opposa. Le projet semblait alors envolé pour Burton, mais la mort de Dahl en 1990 lui permet de retenter sa chance auprès des héritiers du romancier. Il faudra pourtant attendre 1998 pour qu'un accord soit trouvé et fin 2002 pour que le réalisateur, aidé par ses deux derniers succès, La Planète des singes (2001) et Big Fish (2003), décide de se lancer dans cette adaptation. Le film sort finalement en juillet 2005.

### Attribution des rôles
Jim Carrey,, Michael Keaton, Brad Pitt, Will Smith, Robin Williams, Adam Sandler et Patrick Stewart furent évoqués pour incarner Willy Wonka avant que le rôle ne revienne à Johnny Depp.

### Tournage
Le tournage se déroule du 21 juin à décembre 2004. Les décors utilisés pour le film nécessitent l'ensemble des sept plates-formes des studios de Pinewood. Le grand fleuve en chocolat et sa cascade ont été remplis de 120 000 litres de chocolat. L'herbe se trouvant au même endroit a été fabriquée en sucre, permettant ainsi aux enfants de manger réellement l'herbe pendant le tournage.
Les scènes d'illustration censées se dérouler à Düsseldorf, ville originaire du personnage Augustus Gloop ont été tournées à Gengenbach, ville pittoresque située dans la Forêt-Noire.

## Distinctions

### Récompenses
- Irish Film and Television Award du meilleur film international en 2005.
- Empire Awards du meilleur acteur (Johnny Depp) en 2006.
- Young Artist Award du meilleur film familial (comédie ou musical) en 2006.
- People's Choice Award du meilleur film familial en 2006.
- Critics Choice Award du meilleur espoir masculin (Freddie Highmore) en 2006.

### Nominations
- Oscar de la meilleure création de costumes en 2006.
- Golden Globe du meilleur acteur dans un film musical ou une comédie (Johnny Depp) en 2006.
- Satellite Awards de la meilleure photographie en 2005.
- Irish Film and Television Award du meilleur acteur international (Johnny Depp) et du meilleur second rôle masculin (David Kelly) en 2005.
- Award of the Japanese Academy du meilleur film étranger en 2006.
- Young Artist Award du meilleur premier rôle masculin (Freddie Highmore) en 2006.
- BAFTA Awards : 4 nominations en 2006.
- Saturn Awards : 4 nominations en 2006.

## Commentaires